# Карбфиллер

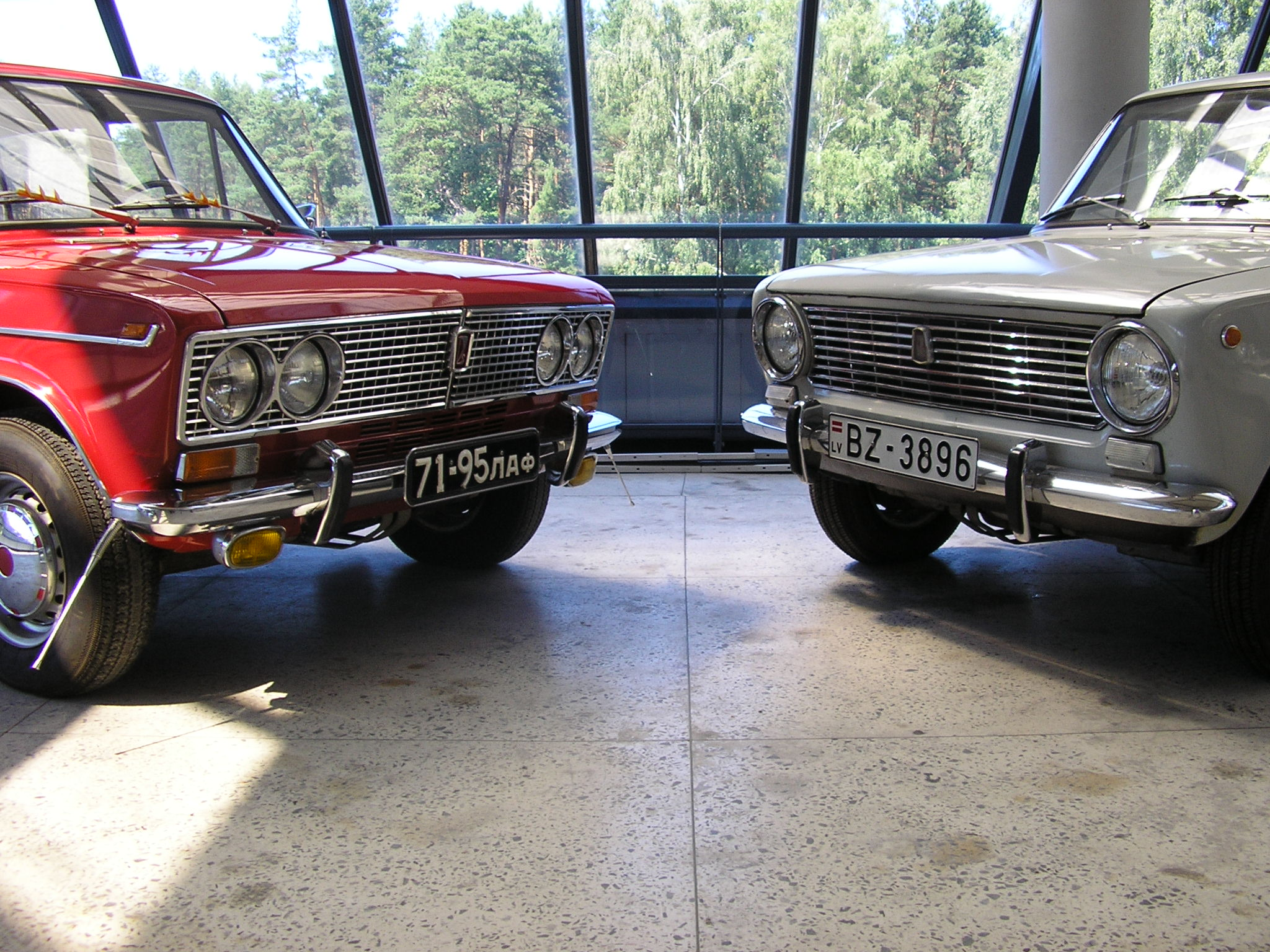
Карбфиллер, установленный на ВАЗ-2103 (слева)

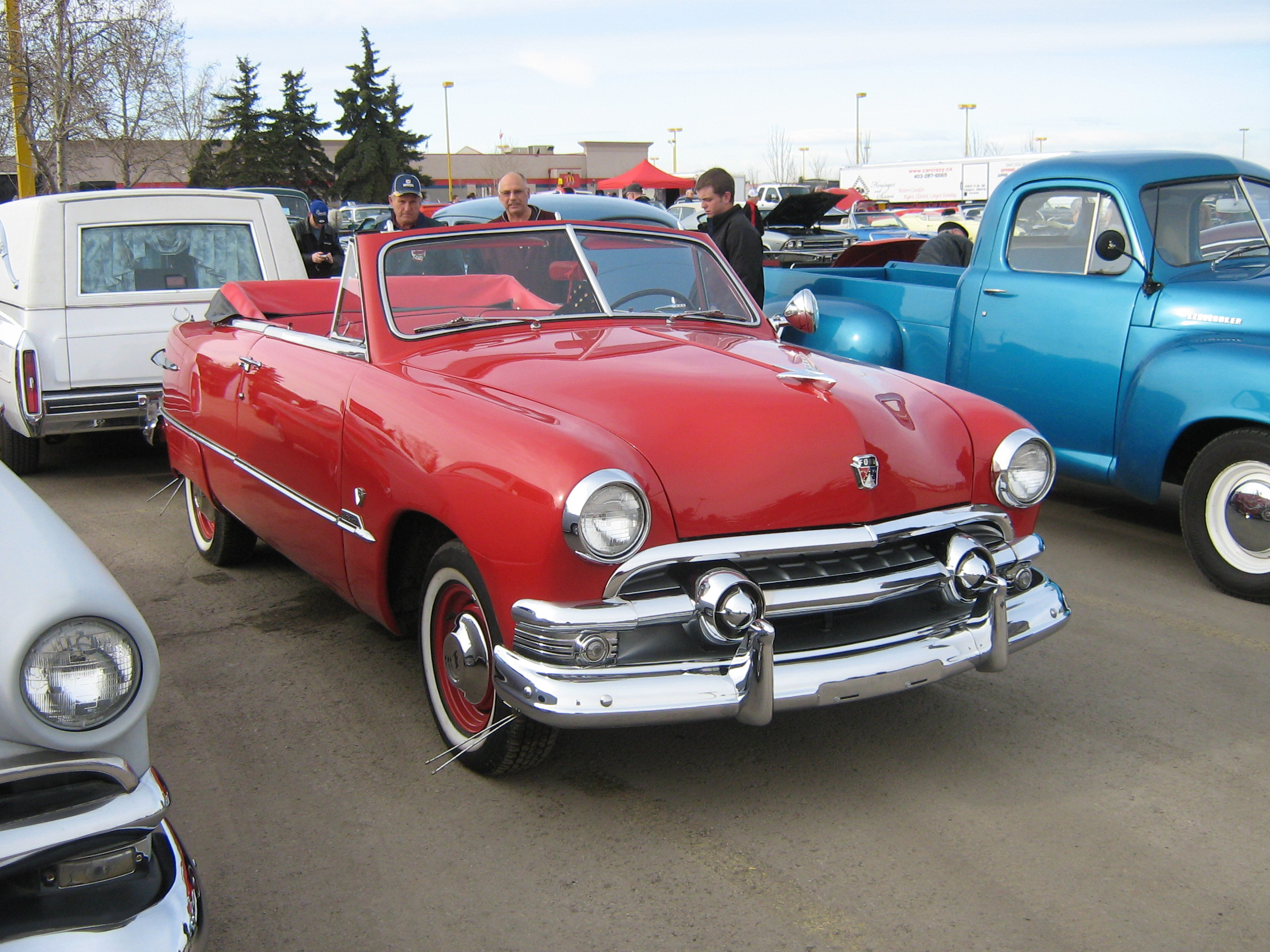
Два карбфиллера на Ford Convertible 1951 года

Карбфиллер (англ. Curb feeler) — датчик сближения, представляющее собой пружину или проволоку, устанавливаемую на автомобиль, и работающее подобно «вибриссам», предупреждая водителя о приближении к бордюру при парковке.
Карбфиллеры располагаются внизу кузова, возле колес. При приближении автомобиля к бордюру, торчащие усы царапают бордюр, издавая при этом скрип, тем самым предупреждают водителя для предотвращения повреждения колеса или колпаков. Для долговечности, карбфиллеры изготавливаются из гибкого материала (пружины, проволока).
Карбфиллеры продолжают использоваться на некоторых хот-родах. Они особенно популярны у автомобилей с колпаками и флипперами на колесах, которые легко царапаются и теряют белый цвет при контакте с бордюром. Они часто встречаются только на пассажирской стороне автомобиля, так как парковка чаще осуществляется именно с этой стороны. Но, тем не менее, бывают различные варианты установки и количество устанавливаемых карбфиллеров.
Автобусы также иногда оснащаются карбфиллерами, и говорят водителю о достаточно близком расположении автобуса относительно бордюра или тротуара, что позволяет пассажирам легко входить и покидать автобус.
Современные электронные сенсоры на основе оптической технологии предназначены для тех же целей, но работают в непосредственной близости от препятствий без физического контакта с ними. Существуют и «карбфиллеры» на лазерных технологиях. Широко известный парктроник является парковочной системой, работающей с помощью звуковых волн.
В современности, классические карбфиллеры используются на автомобилях в совокупности с колпаками и белыми флипперами для придания классического вида автомобилю, являясь элементом дизайна.